# Spiophanes urceolata
Spiophanes urceolata är en ringmaskart som beskrevs av Imajima 1991. Spiophanes urceolata ingår i släktet Spiophanes och familjen Spionidae. Arten har ej påträffats i Sverige. Inga underarter finns listade i Catalogue of Life.